# اما گونتز
اما گونتز (انگلیسی: Emma Guntz؛ زادهٔ ۳۰ اوت ۱۹۳۷) روزنامه‌نگار، شاعر، و نویسنده اهل آلمان است.